# Attenti al volpino
Attenti al volpino (Hounded) è un film per la televisione, diretto da Neal Israel e pubblicato il 13 aprile 2001 su Disney Channel.